# Altmann & Kühne

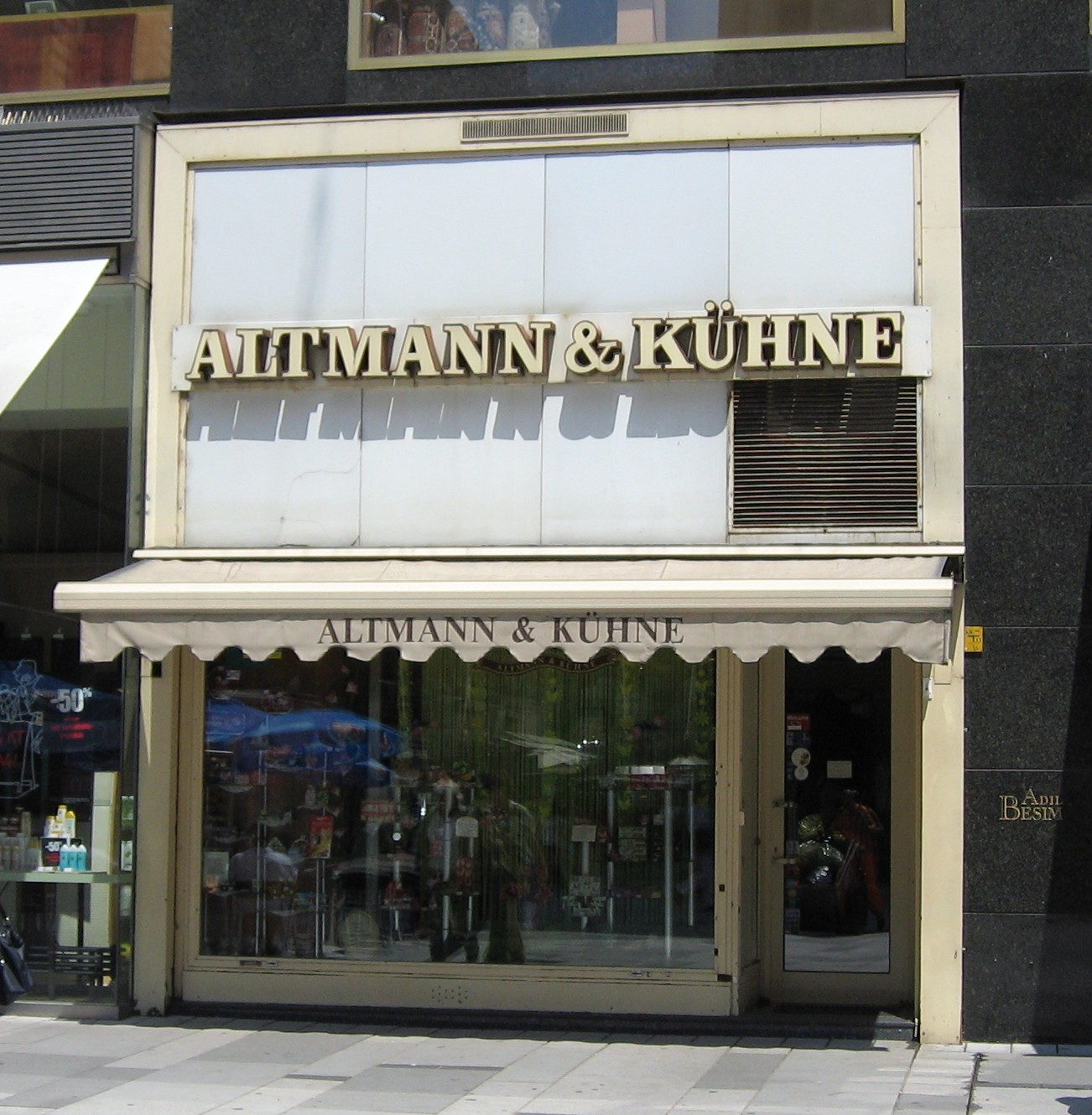
Altmann & Kühne am Wiener Graben

Altmann & Kühne ist eine Konfiserie in Wien. Sie wurde im Jahr 1928 gegründet und hat sich auf die Herstellung von handgemachtem Miniatur-Konfekt, dem sogenannten „Liliputkonfekt“, und Bonbons spezialisiert. Diese werden in Verpackungen vertrieben, welche von der Wiener Werkstätte entworfen wurden. Das Verkaufslokal befindet sich am Graben und wurde 1932 von den österreichischen Architekten Josef Hoffmann und Oswald Haerdtl gestaltet.

## In Wien
Das Unternehmen wuchs in der Zwischenkriegszeit erfolgreich zu einem gutgehenden Unternehmen. Es erweiterte sich auf drei Geschäfte in der Wiener Innenstadt. Das Hauptgeschäft am Graben (Graben, Wien, Graben) zeichnete sich durch eine von Josef Hoffmann entworfene moderne Fassade aus. Es überlebt bis heute und ist ein denkmalgeschütztes Gebäude. Im Inneren des Ladens wurden die Schokoladenpakete von den Künstlern der Wiener Werkstätte entworfen.
In der Zeit des Anschlusses 1938 war Altmann und Kühne einer der vier Wiener Chocolatiers – ein „kleiner, aber gehobenen Produzent“  nach den „großen Drei“ von Victor Schmidt, Heller und Küfferle. Nach der Machtübernahme emigrierten Emile Altmann und Ernst Kühne, die Juden waren, nach New York City. Das Unternehmen überlebte durch die NS-Zeit und den Zweiten Weltkrieg, welches auf die Hartnäckigkeit ihrer Mitarbeiterin, Frau Mercek zurückzuführen ist.

## In den Vereinigten Staaten
Im Dezember 1939 eröffneten sie ein Schokoladengeschäft an der Fifth Avenue Nummer 700. 1941 wurde es an einen amerikanischen Investor verkauft und bis 1958 unter der österreichischen Marke weitergeführt. Die New York Times führte regelmäßig Altmann- und Kühne-Pralinen auf ihren Ostereinkaufslisten auf. Betsy Wade von der New York Times erzählt 1987: „… diese Pralinen in europäisch aussehenden Paketen: die Kaffeebohnen für die Erwachsenen - zumindest theoretisch - und die Katzenzungen, Fingerlange Spachteln von bittersüß, für mich und meine Schwester.“ Nachdem Altmann und Kühne die New Yorker Bühne verließen, wurde ihr Fifth Avenue Geschäft 'umbenannt' in Blum’s und vertrieb Schokolade als die „vielleicht Besten in diesem Land“.
Eine weitere Gruppe von ehemaligen Altmann und Kühne Mitarbeitern, die im Jahr 1938 in die Vereinigten Staaten emigrierten, gründeten die Süßigkeiten Corporation Barton Continental Konfekte, eine Marke nach der Vorgabe, Original Altmann und Kühne-Produkte zu verkaufen. Das amerikanische Unternehmen erweiterte sich schließlich in eine Kette von dreitausend Filialen.